# Liste der Monuments historiques in Angy
Die Liste der Monuments historiques in Angy führt die Monuments historiques in der französischen Gemeinde Angy auf.

## Liste der Bauwerke
| Bezeichnung        | Beschreibung                  | Standort | Kennzeichnung | Schutzstatus | Datum | Bild           |
| ------------------ | ----------------------------- | -------- | ------------- | ------------ | ----- | -------------- |
| Kirche St-Nicolaus | Erbaut im 12./13. Jahrhundert | (Lage)   | PA00114480    | Classé       | 1862  | weitere Bilder |

## Liste der Objekte
| Bezeichnung                   | Beschreibung                                                | Standort                         | Kennzeichnung | Schutzstatus | Datum | Bild           |
| ----------------------------- | ----------------------------------------------------------- | -------------------------------- | ------------- | ------------ | ----- | -------------- |
| Skulptur des heiligen Ludwig  | Holz, polychrom gefasst, 16. Jahrhundert                    | in der Kirche St-Nicolaus (Lage) | PM60005391    | Inscrit      | 2019  |                |
| Skulptur Johannes des Täufers | Holz, polychrom gefasst, zweite Hälfte des 16. Jahrhunderts | in der Kirche St-Nicolaus (Lage) | PM60005390    | Inscrit      | 2019  |                |
| Skulptur Christus am Kreuz    | Holz, polychrom gefasst, 16. Jahrhundert                    | in der Kirche St-Nicolaus (Lage) | PM60005392    | Inscrit      | 2019  |                |
| Weihwasserbecken              | Kalkstein, erste Hälfte des 12. Jahrhunderts                | in der Kirche St-Nicolaus (Lage) | PM60000031    | Classé       | 1908  | weitere Bilder |
| Skulptur Madonna mit Kind     | Eichenholz, polychrom gefasst, um 1500                      | in der Kirche St-Nicolaus (Lage) | PM60000032    | Classé       | 1912  | weitere Bilder |